# 미나미카와소에정
미나미카와소에정(南川副町)은 사가현 사가군에 있던 정이다. 현재의 사가시의 일부에 해당한다.

## 역사
- 1889년 4월 1일 - 정촌제 시행에 의해 사가군 미나미카와소에촌이 성립하였다.
- 1953년 4월 1일 - 정으로 승격해 미나미카와소에정이 되었다.
- 1955년 4월 1일 - 나카카와소에촌, 오다쿠마촌과 합병, 가와소에정이 신설해 폐지되었다.

## 참고문헌
- 角川日本地名大辞典 41 佐賀県
- 『市町村名変遷辞典』東京堂出版、1990年。